# Tôm hùm đất xanh
Tôm hùm đất xanh (tên khoa học: Procambarus alleni) đôi khi còn được gọi là tôm hùm đất xanh điện, tôm hùm đất xanh sapphire hoặc tôm hùm đất Florida là một loài tôm hùm nước ngọt đặc hữu của tiểu bang Florida, Hoa Kỳ. Phạm vi phân bổ trong tự nhiên của loài này chủ yếu xoay quanh khu vực phía đông của sông St. Johns và toàn bộ Florida từ Quận Levy và Quận Marion về phía nam, cũng như trên một số đảo thuộc quần đảo Keys. Chúng được đưa vào Sách Đỏ của IUCN với vị trí là một loài ít được lo ngại.
Tôm hùm đất xanh thường được nuôi trong các hồ nước ngọt để làm cảnh. Trong môi trường tự nhiên, chúng bị biến đổi từ màu nâu tan sang màu xanh trong quá trình phát triển, nhưng các cá thể được nuôi làm cảnh đã được lai chọn lọc để đạt được một màu xanh coban đẹp mắt.
Loài này hay bị nhầm lẫn với loài tôm đào hang Cambarus monongalensis, cũng được gọi là tôm hùm đất xanh, nhưng lại có nguồn gốc từ Pennsylvania, Virginia và Tây Virginia.

## Ảnh

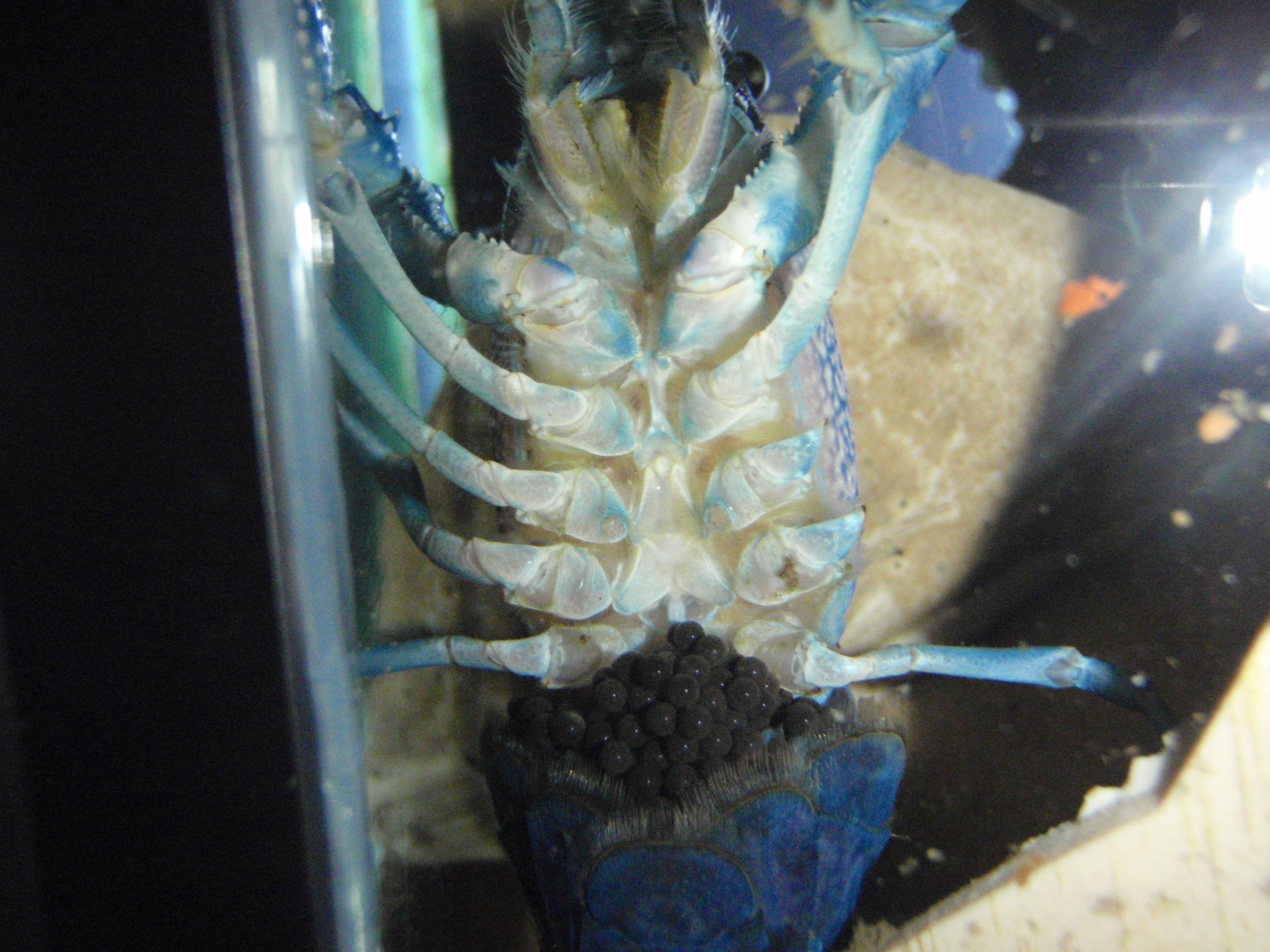
Cá thể mẹ mang trứng trong đuôi
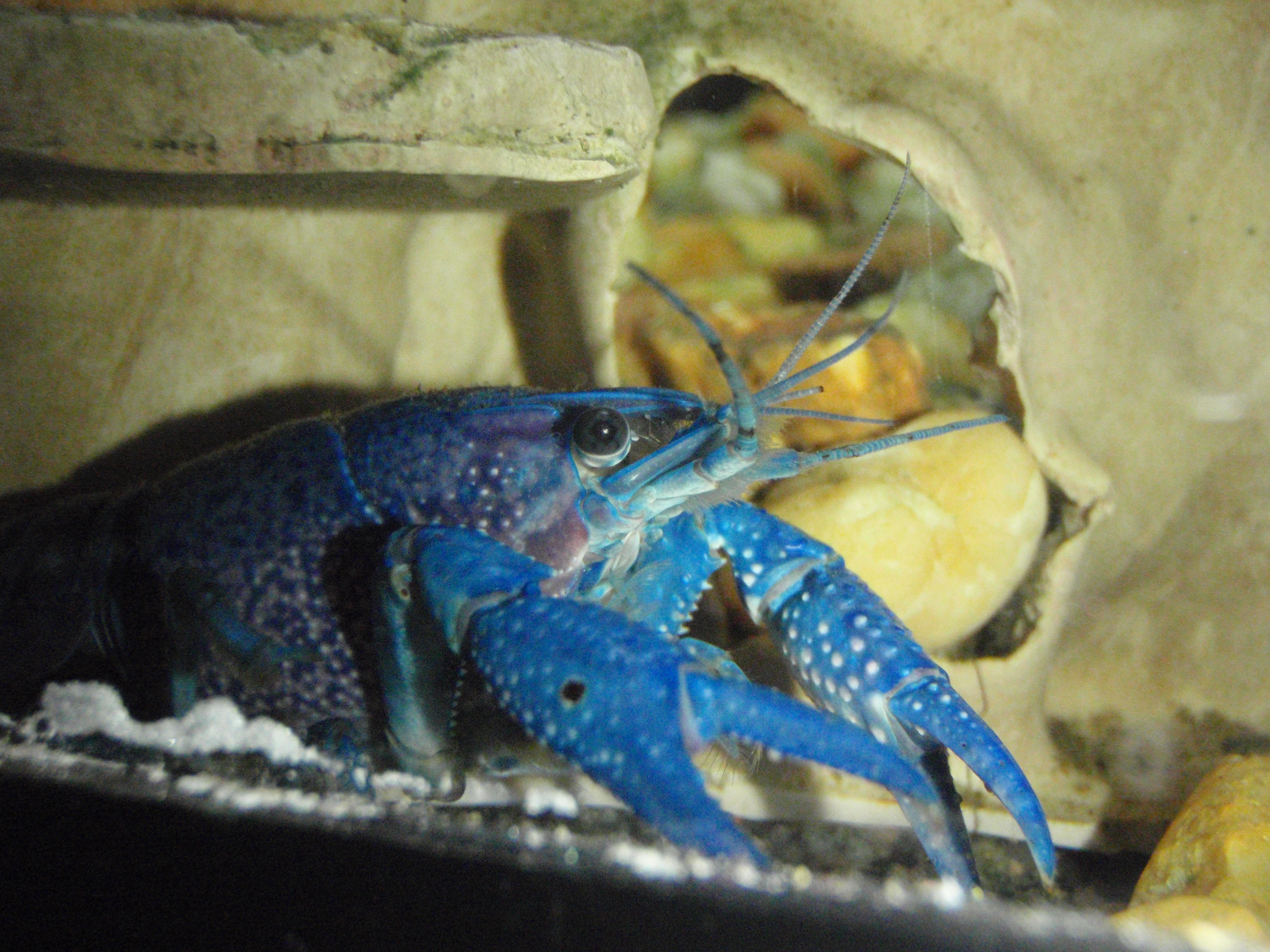
Con cái ở trong một cái hang nhỏ
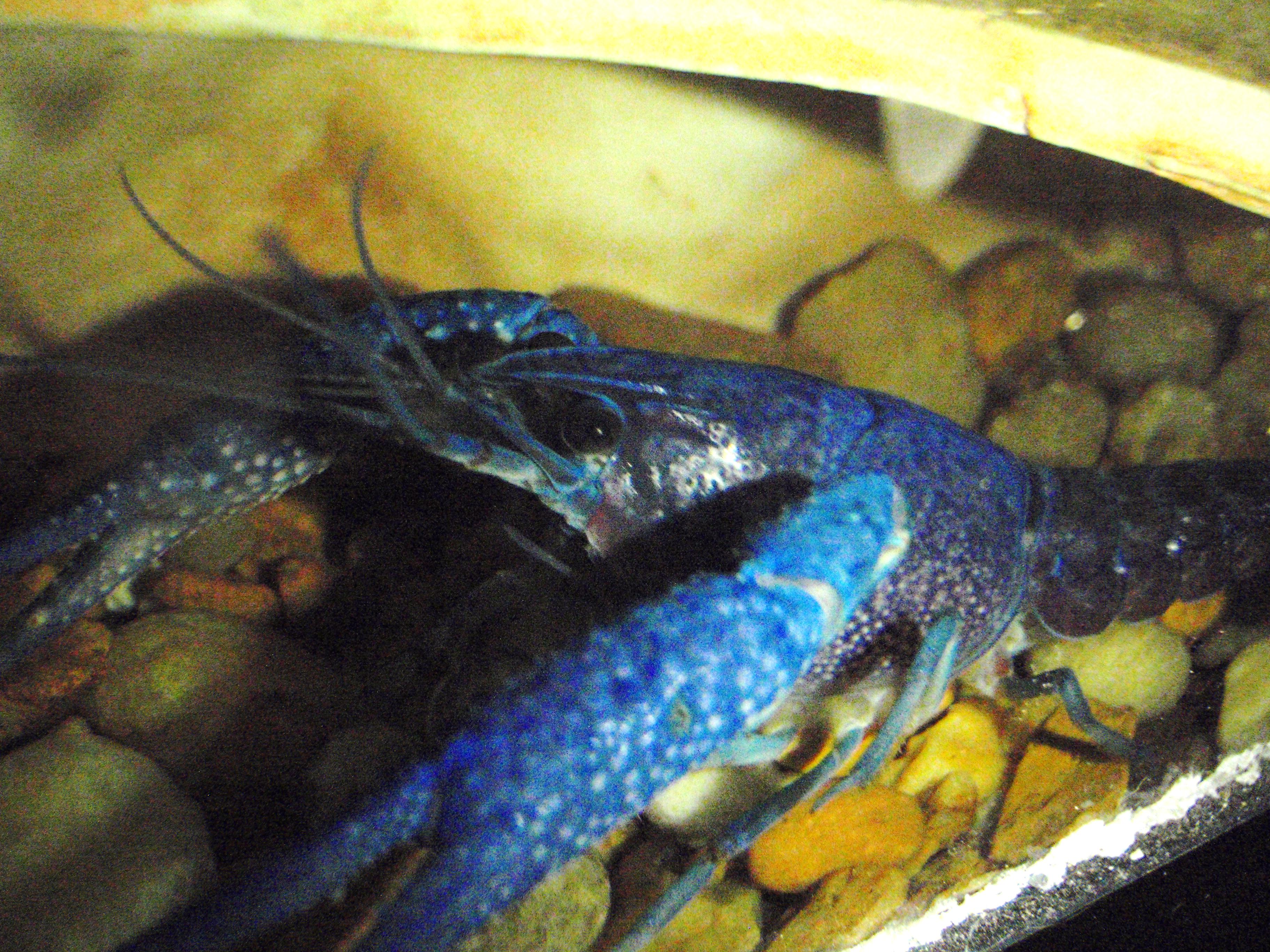
Con đực trong một cái hang nhỏ